# ICAO空港コードの一覧/W
ICAOコードによる空港の一覧：A - B - C - D - E - F - G - H - I - J - K（KA - KG - KN） - L - M - N - O - P - Q - R - S - T - U - V - W - X - Y - Z
この一覧では次のような形式で列挙する。
- ICAOコード（IATAコード）– 空港名 – 空港の所在地

## WA WI WQ WR - インドネシア
カテゴリと一覧も参照
インドネシアのICAOコードはWA、WI、WQ、WRから始まる

### WA
- WAAA (UPG) - ハサヌディン国際空港 - マカッサル, 南スラウェシ州
- WAAB (BUW) - ベトアンバリ空港（英語版） - バウバウ, 南スラウェシ州
- WAAJ (MJU) - タンパ・パダン空港（英語版） - マムジュ（英語版）, 西スラウェシ州
- WAAM (MXB) - アンディ・ジェマ空港（英語版） - マサンバ（英語版）, 南スラウェシ州
- WAAS (SQR) - ソロアコ空港（英語版） - ソロアコ（英語版）, 南スラウェシ州
- WAWW (KDI) - ハルオレオ空港（英語版） - ケンダリ, 南東スラウェシ州
- WABB (BIK) - フランス・カイシエポ国際空港（英語版） - ビアク島, パプア州
- WABD (ONI) - モアナマニ空港（インドネシア語版） - モアナマニ（英語版）, 中部パプア州
- WABF (FOO) - コルナソレン空港（英語版） - ヌンホル島, パプア州
- WABG (WET) - ワゲテ空港（インドネシア語版） - ティギ（英語版）, パプア州
- WABI (NBX) - Nabire Airport - Nabire
- WABL (ILA) - Ilaga Airport - Ilaga (Papua)（英語版）
- WABP (TIM) - Timika Airport（英語版） - Tembagapura（英語版）
- WABT (EWI) - Enarotali Airport（英語版） - Enarotali（英語版）
- WADA (AMI) - セラパラン空港 - マタラム, 西ヌサ・トゥンガラ州
- WADB (BMU) - Bima Airport（英語版） (aka Sultan Muhammad Salahuddin Airport) - ビマ
- WADD (DPS) - ングラ・ライ国際空港 - デンパサール, バリ島
- WADL (LOP) - ロンボク国際空港  - Praya, ロンボク島
- WAJA (ARJ) - Arso Airport（英語版） - Arso
- WAJB (BUI) - Bokondini Airport（英語版） - Bokondini
- WAJJ (DJJ) - センタニ空港 - ジャヤプラ, パプア州
- WAJL (LHI) - Lereh Airport - Lereh
- WAJM (LII) - Mulia Airport - Mulia
- WAJO (OKL) - Oksibil Airport - Oksibil
- WAJR (WAR) - Waris Airport - Waris
- WAJS (SEH) - Senggeh Airport - Senggeh
- WAJW (WMX) - Wamena Airport（英語版） - Wamena（英語版）
- WAKD (MDP) - Mindiptana Airport - Mindiptana
- WAKE (BXD) - Bade Airport（英語版） - Bade
- WAKK (MKQ) - モパ空港 - Merauke（英語版）
- WAKO (OKQ) - Okaba Airport - Okaba
- WAKP (KEI) - Kepi Airport - Kepi
- WAKT (TMH) - タナメラ空港 - タナメラ
- WALF (NNX) - Nunukan Airport（英語版） - Nunukan Regency（英語版）, 東カリマンタン州
- WALL (BPN) - スルターン・アジ・ムハンマド・スレイマン空港 - バリクパパン, 東カリマンタン州
- WALP (LPU) - Long Apung Airport（英語版） - Long Apung（英語版）, 東カリマンタン州
- WALR (TRK) - Juwata International Airport（英語版） - Tarakan, East Kalimantan（英語版）, 東カリマンタン州
- WALV (BYQ) - Bunyu Airport（英語版） - Bunyu（英語版）, 東カリマンタン州
- WAMA (GLX) - Gamarmalamo Airport - Galela（英語版）
- WAMH (NAH) - ナハ空港 - Naha
- WAMI (TLI) - Lalos Airport - Toli Toli
- WAML (PLW) - Mutiara Airport（英語版） - パル, 中部スラウェシ州
- WAMM (MDC) - サム・ラトゥランギ国際空港 - マナド, 北スラウェシ州
- WAMN (MNA) - Melangguane Airport（英語版） - Melangguane
- WAMP (PSJ) - Kasiguncu Airport（英語版） - Poso（英語版）, 中部スラウェシ州
- WAMR (OTI) - Pitu Airport（英語版） - モロタイ島, モルッカ諸島
- WAMT (TTE) - Babullah Airport（英語版） - テルナテ島, モルッカ諸島
- WAMW (LUW) - Syukuran Aminuddin Amir Airport（英語版） - Luwuk（英語版）, 中部スラウェシ州
- WAOK (KBU) - Gusti Syamsir Alam Airport（英語版） - Kotabaru Hilir, 南カリマンタン州
- WAON (TJG) - Warukin Airport - Tanjung (city)（英語版）, 南カリマンタン州
- WAOO (BDJ) - シャムスディン・ノール空港 - バンジャルマシン, 南カリマンタン州
- WAPA (AHI) - Amahai Airport（英語版） - Amahai, 西パプア州
- WAPD (DOB) - Dobo Airport（英語版） - アミノフィリン
- WAPE (MAL) - Mangole Airport - Mangole Island（英語版）
- WAPG (NRE) - Namrole Airport（英語版） - ブル島, モルッカ諸島
- WAPI (SXK) - Saumlaki Airport - Saumlaki
- WAPL (LUV) - Dumatubin Airport（英語版） - Langgur
- WAPN (SQN) - サナナ空港 - サナナ島
- WAPP (AMQ) - パティムラ空港 - アンボン, マルク州
- WAPR (NAM) - Namlea Airport（英語版） - Namlea, ブル島, モルッカ諸島
- WAPT (TAX) - Taliabu Airport - Taliabu（英語版）
- WARA (MLG) - Abdul Rachman Saleh Airport（英語版） - マラン, 東ジャワ州
- WARB (BWX) - Blimbingsari Airport（英語版） - Banyuwangi（英語版）, 東ジャワ州
- WARI - Iswahyudi Airfield（英語版） - マディウン
- WARJ (JOG) - アジスチプト国際空港 - ジョグジャカルタ市, ジョグジャカルタ特別州
- WARQ (SOC) - アディスマルモ国際空港 - スラカルタ, 中部ジャワ州
- WARR (SUB) - ジュアンダ国際空港 - Sidoarjo（英語版） (スラバヤ近郊)
- WARS (SRG) - アフマド・ヤニ国際空港 - スマラン, 中部ジャワ州
- WASC (RSK) - Abresso Airport - Ransiki
- WASE (KEQ) - Kebar Airport - Kebar
- WASF (FKQ) - Torea Airport - Fak Fak（英語版）
- WASI (INX) - Inanwatan Airport - Inanwatan（英語版）
- WASK (KNG) - Kaimana Airport（英語版） - Kaimana（英語版）
- WASM (RDE) - Merdei Airport - Merdei
- WASO (BXB) - Babo Airport（英語版） - Babo
- WASR (MKW) - Rendani Airport（英語版） - マノクワリ
- WASS (SOQ) - Sorong Airport（英語版） - Sorong (city)（英語版）
- WAST (TXM) - Teminabuan Airport - Teminabuan（英語版）
- WASW (WSR) - Wasior Airport - Wasior
- WATA (ABU) - Haliwen Airport（英語版） - Atambua（英語版）, 東ヌサ・トゥンガラ州
- WATB (BJW) - Soa Airport（英語版） - Bajawa（英語版）, 東ヌサ・トゥンガラ州
- WATC (MOF) - Frans Seda Airport（英語版） - マウメレ, 東ヌサ・トゥンガラ州
- WATE (ENE) - H. Hasan Aroeboesman Airport（英語版） - エンデ, 東ヌサ・トゥンガラ州
- WATG (RTG) - Frans Sales Lega Airport（英語版） - Ruteng（英語版）, 東ヌサ・トゥンガラ州
- WATL (LKA) - Gewayantana Airport（英語版） - ララントゥカ, 東ヌサ・トゥンガラ州
- WATM (ARD) - Mali Airport（英語版） - Alor, 東ヌサ・トゥンガラ州
- WATO (LBJ) - コモド空港 - ラブハンバジョ, 東ヌサ・トゥンガラ州
- WATR (RTI) - D.C. Saudale Airport - Rote, 東ヌサ・トゥンガラ州
- WATS (SAU) - Tardamu Airport（英語版） - Sabu, 東ヌサ・トゥンガラ州
- WATT (KOE) - El Tari Airport（英語版） - Kupang, 東ヌサ・トゥンガラ州
- WATW (LWE) - Wunopito Airport - Lewoleba（英語版）, 東ヌサ・トゥンガラ州
- WADT (TMC) - Tambolaka Airport（英語版） - Tambolaka（英語版）, 東ヌサ・トゥンガラ州
- WADW (WGP) - Umbu Mehang Kunda Airport - ワインガプ, 東ヌサ・トゥンガラ州
- WAWP (KXB) - サンギア・ニバンデラ空港 - タンゲタダ（インドネシア語版）, 南東スラウェシ州

### WI
- WI1A (None) - Nusawiru Airport（英語版） - Pangandaran（英語版）, 西ジャワ州
- WIAA (SBG) - Maimun Saleh Airport（英語版） - サバン, アチェ
- WIBB (PKU) - スルタン・シャリフ・カシムII国際空港 - プカンバル, リアウ州
- WIBD (DUM) - Pinang Kampai Airport（英語版） - Dumai（英語版）, リアウ州
- WIBR (RKI) - Rokot Airport（英語版） - Sipura（英語版）
- WIBT (TJB) - Sunjai Bati Airport - Tanjung Balai Karimun（英語版）
- WICA (KJT) - クルタジャティ国際空港 - マジャレンカ県（インドネシア語版）, 西ジャワ州
- WICB (BTO) - Budiarto Airport - タンゲラン, バンテン州
- WICC (BDO) - フセイン・サストラネガラ空港 - バンドン, 西ジャワ州
- WICD (CBN) - Penggung Airport（英語版） - Cirebon Regency（英語版）, 西ジャワ州
- WICM (TSY) - Tasikmalaya Airport（英語版） - Tasikmalaya（英語版）, 西ジャワ州
- WIDD (BTH) - ハン・ナディム国際空港 - バタム島, リアウ諸島州
- WIDN (TNJ) - ラジャ・ハジ・フィサビッリラー空港 (以前はKijang Airport（英語版）) - ビンタン島, リアウ諸島州
- WIDS (SIQ) - Dabo Airport - Singkep（英語版）, リアウ州
- WIHH (HLP) - ハリム・ペルダナクスマ国際空港 - ジャカルタ
- WIHL (CXP) - Tunggul Wulung Airport（英語版） - Cilacap Regency（英語版）, 中部ジャワ州
- WIII (CGK) - スカルノ・ハッタ国際空港 - Cengkareng（英語版）, バンテン州 (ジャカルタ近郊)
- WIIP (PCB) - Pondok Cabe Airport（英語版） - ジャカルタ
- WIIT (TKG) - Radin Inten II Airport（英語版） - バンダールランプン, ランプン州
- WIIX (JKT) - Jakarta (City) Airport - ジャカルタ
- WIKD (TJQ) - Bulutumbang Airport - Tanjung Pandan（英語版）
- WIKK (PGK) - Pangkal Pinang Airport（英語版） - パンカルピナン, バンカ・ブリトゥン州
- WIKL (LLG) - Silampari Airport（英語版） - Lubuk Linggau, Musi Rawas, 南スマトラ州
- WIMB (GNS) - Binaka Airport（英語版） - Gunungsitoli（英語版）, 北スマトラ州
- WIME (AEG) - Aek Godang Airport（英語版） - Padang Sidempuan（英語版）
- WIMG (PDG) - Tabing Airport（英語版） (ミナンカバウ国際空港に置き換え) - パダン, 西スマトラ州
- WIMK (MES) - ポロニア国際空港 - メダン, 北スマトラ州
- WIMM (KNO) - クアラナム国際空港 - デリ・スルダン県（インドネシア語版）, 北スマトラ州
- WIOG (NPO) - Nanga Pinoh Airport（英語版） - カリマンタン
- WIOK (KTG) - Rahadi Oesman Airport - Ketapang（英語版）
- WIOM (MWK) - Matak Airport（英語版） - アナンバス諸島, リアウ州
- WION (NTX) - Ranai Airport（英語版） - ナトゥナ諸島, リアウ諸島州
- WIOO (PNK) - スパディオ空港 - ポンティアナック, 西カリマンタン州
- WIOP (PSU) - Pangsuma Airport（英語版） - Putussibau
- WIOS (SQG) - Sintang Airport（英語版） - Sintang
- WIPA (DJB) - Sultan Thaha Airport（英語版） - ジャンビ州
- WIPL (BKS) - Fatmawati Soekarno Airport（英語版） - ブンクル州
- WIPP (PLM) - スルタン・ムハンマド・バダルディン2世国際空港 - パレンバン, 南スマトラ州
- WIPQ (PDO) - Pendopo Airport - Pendopo（英語版）
- WIPR (RGT) - Japura Airport（英語版） - Rengat（英語版）, リアウ州
- WIPT (PDG) - ミナンカバウ国際空港 (タビン空港から置き換え) - Ketaping / パダン, 西スマトラ州
- WIPU (MPC) - Muko Muko Airport - スマトラ島
- WIPV (KLQ) - Keluang Airport - クルアン
- WITA (TPK) - Teuku Cut Ali Airport - Tapak Tuan
- WITC (MEQ) - Cut Nyak Dien Airport - Meulaboh（英語版）, アチェ
- WITL (LSX) - Lhok Sukon Airport - Lhok Sukon, アチェ
- WITT (BTJ) - Sultan Iskandarmuda Airport（英語版） - バンダ・アチェ, アチェ

### WQ
- WQKN - プリマプン空港 - プリマプン（インドネシア語版）, パプア州

### WR
- WRBC (BTW) - Batulicin Airport - Batulicin, 南カリマンタン州
- WRBI (PKN) - Iskandar Airport（英語版） - Pangkalan Bun（英語版）
- WRBP (PKY) - Tjilik Riwut Airport（英語版） - パランカラヤ, 中部カリマンタン州
- WRBS (SMQ) - Sampit Airport（英語版） - Sampit（英語版）
- WRLB (LBW) - Long Bawan Airport（英語版） - Long Bawan
- WRLC (BXT) - Bontang Airport（英語版） - ボンタン
- WRLF (NNX) - Nunukan Airport（英語版） - Nunukan Regency（英語版）, 東カリマンタン州
- WRLH (TNB) - Tanah Grogot Airport - Tanah Grogot
- WRLS (SRI) - Temindung Airport（英語版） - サマリンダ, 東カリマンタン州
- WRLT (TSX) - Santan Airport - Tanjung Santan
- WRRS (SWQ) - Sumbawa Besar Airport - スンバワ島, 西ヌサ・トゥンガラ州
- WRRW (WGP) - マタハウ空港 - ワインガプ, 東ヌサ・トゥンガラ州
- WRSC (CPF) - Ngloram Airport（英語版） - Cepu
- WRST (SUP) - Trunojoyo Airport（英語版） - Sumenep（英語版）

## WB - ブルネイ、東マレーシア

### ブルネイ
カテゴリと一覧も参照
- WBAK - アンドゥキ飛行場 - アンドゥキ / セリア
- WBSB (BWN) - ブルネイ国際空港 - バンダルスリブガワン

### マレーシア
カテゴリと一覧も参照
東マレーシア（ボルネオ島）はWBから始まる
マレーシア半島はWMから始まる
- WBGA - Long Atip Airport - Long Atip
- WBGB (BTU) - ビントゥル空港 - ビントゥル（英語版）, サラワク州
- WBGC (BLG) - Belaga Airport（英語版） - Belaga, Sarawak（英語版）, サラワク州
- WBGD (LSM) - Long Semado Airport（英語版） - Long Semado（英語版） / Lawas（英語版）, サラワク州
- WBGE - Long Geng Airport（英語版） - Long Geng
- WBGF (LGL) - Long Lellang Airport（英語版） - Long Lellang（英語版）, サラワク州
- WBGG (KCH) - クチン国際空港 - クチン, サラワク州
- WBGI (ODN) - Long Seridan Airport（英語版） - Long Seridan（英語版）, サラワク州
- WBGJ (LMN) - リンバン空港 - Limbang（英語版）, サラワク州
- WBGK (MKM) - Mukah Airport（英語版） - Mukah（英語版）, サラワク州
- WBGL (LKH) - Long Akah Airport（英語版） - Long Akah（英語版）
- WBGM (MUR) - Marudi Airport（英語版） - Marudi, Sarawak（英語版）, サラワク州
- WBGN (BSE) - Sematan Airport（英語版） - Sematan（英語版）
- WBGO - Lio Matu Airport - Lio Matu（英語版）
- WBGP (KPI) - Kapit Airport（英語版） - Kapit（英語版）, サラワク州
- WBGQ (BKM) - Ba'kelalan Airport（英語版） - Ba'kelalan（英語版）, サラワク州
- WBGR (MYY) - ミリ空港 - ミリ, サラワク州
- WBGS (SBW) - シブ空港 - シブ, サラワク州
- WBGT - Tanjung Manis Airport（英語版） - Tanjung Manis
- WBGU (LSU) - Long Sukang Airport（英語版） - Long Sukang（英語版）, サラワク州
- WBGW (LWY) - Lawas Airport（英語版） - Lawas（英語版）, サラワク州
- WBGY (SGG) - Simanggang Airport - Sri Aman（英語版）, サラワク州
- WBGZ (BBN) - Bario Airport（英語版） - Bario（英語版）, サラワク州
- WBKA (SMM) - Semporna Airport（英語版） - Semporna（英語版）, サバ州
- WBKB - Kota Belud Airport - コタ・ブルッ, サバ州
- WBKD (LDU) - ラハッ・ダトゥ空港 - ラハダトゥ, サバ州
- WBKE (TEL) - Telupid Airport - Telupid（英語版）
- WBKG (KGU) - Keningau Airport（英語版） - Keningau（英語版）, サバ州
- WBKH (SXS) - Sahabat Airport - Sahabat, サバ州
- WBKK (BKI) - コタキナバル国際空港 - コタキナバル, サバ州
- WBKL (LBU) - ラブアン空港 - ラブアン, サバ州
- WBKM (TMG) - Tommanggong Airport（英語版） - Tommanggong
- WBKN (GSA) - Long Pasia Airport（英語版） - Long Pasia（英語版）, サバ州
- WBKO (SPE) - Sepulot Airport - Sepulot
- WBKP (PAY) - Pamol Airport - パモル
- WBKR (RNU) - Ranau Airport - ラナウ, サバ州
- WBKS (SDK) - サンダカン空港 - サンダカン, サバ州
- WBKT (KUD) - クダッ空港 - クダッ, サバ州
- WBKU - Kuala Penyu Airport - Kuala Penyu（英語版）, サバ州
- WBKW (TWU) - タワウ空港 - タワウ, サバ州
- WBMU (MZV) - Mulu Airport（英語版） - Mulu, サラワク州

## WM - マレーシア半島
カテゴリと一覧も参照
- WMAA - バハウ空港 - Bahau（英語版）, ヌグリ・スンビラン州
- WMAB - Batu Pahat Airport - Batu Pahat（英語版）, ジョホール州
- WMAC - Benta Airport - Benta（英語版）, パハン州
- WMAD - Bentong Airport - Bentong（英語版）, パハン州
- WMAE - Bidor Airport - Bidor（英語版）, ペラ州
- WMAH - RMAF Grik - Grik（英語版）
- WMAJ - Jendarata Airport（英語版） - Jendarata
- WMAN - Sungai Tiang Airport - Sungai Tiang
- WMAO - Kong Kong Airport - Kong Kong（英語版）, ジョホール州
- WMAP - クルアン飛行場 - クルアン, ジョホール州
- WMAQ - ラビス空港 - Labis（英語版）, ジョホール州
- WMAU (MEP) - Mersing Airport（英語版） - メルシン, ジョホール州
- WMAV - Muar Airport - Muar (town)（英語版）, ジョホール州
- WMAZ - Segamat Airport - Segamat（英語版）, ジョホール州
- WMBA (SWY) - Sitiawan Airport（英語版） - Sitiawan（英語版）, ペラ州
- WMBB - Sungei Patani Airport - Sungei Patani
- WMBE - Temerloh Airport - Temerloh（英語版）, パハン州
- WMBF - Ulu Bernam Airport - Ulu Bernam
- WMBH - RMAF Kroh - Kroh（英語版）
- WMBI (TPG) - Tekah Airport（英語版） / Taiping Airport（英語版） - タイピン, ペラ州
- WMBJ - Jugra Airport - Jugra（英語版）, セランゴール州
- WMBT (TOD) - ティオマン空港（英語版） - ティオマン島, パハン州
- WMGK - RMAF Gong Kedak（英語版） - Gong Kedak（英語版） トレンガヌ州
- WMKA (AOR) - スルタン・アブドゥ・ハリム空港 - アロースター, ケダ州
- WMKB (BWH) - RMAF Butterworth（英語版） - バターワース, ペナン州
- WMKC (KBR) - スルタン・イスマイル・プトラ空港 - コタバル, クランタン州
- WMKD (KUA) - スルタン・アマッ・シャ空港 - クアンタン, パハン州
- WMKE (KTE) - ケルテ空港 - Kerteh（英語版）, トレンガヌ州
- WMKF - Simpang Airport（英語版） / RMAF Simpang（英語版） - Sungai Besi（英語版）, クアラルンプール
- WMKI (IPH) - スルタン・アズラン・シャー空港 - イポー, ペラ州
- WMKJ (JHB) - スナイ国際空港 - Senai（英語版） / ジョホールバル, ジョホール州
- WMKK (KUL) - クアラルンプール国際空港 - セパン, セランゴール州
- WMKL (LGK) - ランカウイ国際空港 - ランカウイ島, ケダ州
- WMKM (MKZ) - バトゥ・ブレンダム空港 - ムラカ州
- WMKN (TGG) - スルタン・マァムド空港 - クアラトレンガヌ, トレンガヌ州
- WMKP (PEN) - ペナン国際空港 - ジョージタウン, ペナン州
- WMKS - スンガイ・ベシ空港（英語版） - クアラルンプール
- WMLH - ルムッ空港 - Lumut, Malaysia（英語版）, ペラ州
- WMLU - ルトン空港（英語版） - Lutong（英語版）
- WMPA - パンコール空港（英語版） - パンコール島
- WMPR - ルダン空港（英語版） - ルダン島
- WMSA (SZB) - スルタン・アブドゥル・アジズ・シャー空港 - スバン・ジャヤ, セランゴール州

## WP - 東ティモール
カテゴリと一覧も参照
- WPAT (AUT) - アタウロ空港 - アタウロ島
- WPDB (UAI) - スアイ空港（英語版） - スアイ（英語版）
- WPDL (DIL) - プレジデンテ・ニコラウ・ロバト国際空港 - ディリ
- WPEC (BCH) - バウカウ空港（英語版） - バウカウ（英語版）
- WPFL - アビス飛行場 - フイロロ（英語版）
- WPMN (MPT) - マリアナ空港 - マリアナ
- WPOC (OEC) - オエクシ空港（英語版） - オエクシ＝アンベノ
- WPVQ (VIQ) - ヴィケケ空港（英語版） - ヴィケケ（英語版）

## WS - シンガポール
カテゴリと一覧も参照
- WSAG - センバワン空軍基地（英語版） (RSAF) - センバワン
- WSAP (QPG) - パヤ・レバー空軍基地（英語版） (RSAF) - パヤ・レバー
- WSAT (TGA) - テンガー空軍基地（英語版） (RSAF) - テンガー（英語版）
- WSSL (XSP) - セレター空港 - セレター（英語版）
- WSSS (SIN) - シンガポール・チャンギ国際空港/チャンギ空軍基地（英語版） (軍民共用) - チャンギ